# جيرالد بيكر
جيرالد بيكر (بالإنجليزية: Gerald Baker) هو لاعب البولنغ ‏ جنوب أفريقي، ولد في 7 أكتوبر 1960.

## روابط خارجية
- جيرالد بيكر على موقع اتحاد ألعاب الكومنولث (مؤرشف) (الإنجليزية)
- جيرالد بيكر على موقع دورة ألعاب الكومنولث 2006 (مؤرشف) (الإنجليزية)
- جيرالد بيكر على موقع دورة ألعاب الكومنولث 2014 (مؤرشف) (الإنجليزية)